# Rondeletia cymulosa
Rondeletia cymulosa är en måreväxtart som beskrevs av George Richardson Proctor. Rondeletia cymulosa ingår i släktet Rondeletia och familjen måreväxter. Inga underarter finns listade i Catalogue of Life.